# Chronologie de la grande famine irlandaise

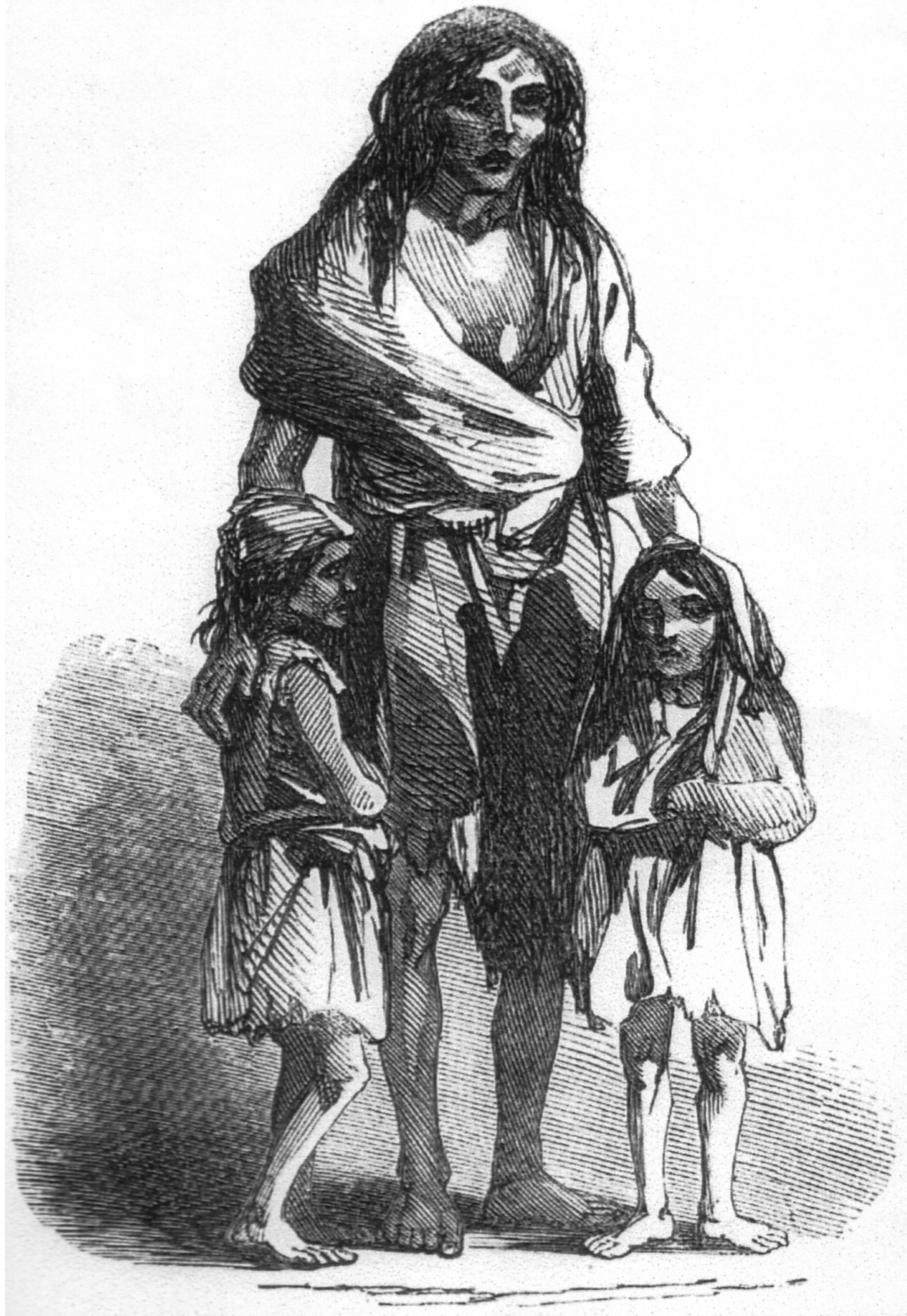
Portrait de Bridget O'Donnel et ses deux enfants en 1849 pendant la famine.

La chronologie de la grande famine irlandaise, dite localement la Grande Famine (en irlandais : An Gorta Mór ou An Drochshaol, littéralement : « La mauvaise vie »), retrace une période de l'histoire irlandaise allant de 1845 à 1852 au cours de laquelle la population de l'Irlande a été réduite de 20 à 25 pour cent.
La cause immédiate est la famine résultant d'une maladie connue sous le nom de mildiou de la pomme de terre.
Bien que le mildiou ait ravagé des cultures de pomme de terre dans toute l'Europe pendant les années 1840, l'impact et les coûts humains ont été exacerbés en Irlande, où un tiers de la population dépendait totalement de ce tubercule pour sa nourriture, par une série de facteurs politiques, sociaux et économiques qui font encore l'objet de débats entre historiens,.

## Chronologie

### 1845

#### Août
Au début du mois d'août, Sir Robert Peel, Premier ministre britannique, est informé d'une maladie des pommes de terre dans le sud de l'Angleterre. Ce fut la première attestation enregistrée du fait que la maladie qui avait ravagé les cultures de pommes de terre en Amérique du Nord avait traversé l'Atlantique. Cecil Woodham-Smith écrira qu'une pénurie en Angleterre serait grave, mais qu'en Irlande, ce serait une catastrophe.

#### Septembre
Après plusieurs signalements antérieurs en Angleterre, le mildiou est signalé pour la première fois en Irlande le 13 septembre 1845.
À Dublin, les cultures de pommes de terre périssent soudainement, rapporte le Gardeners' Chronicle, qui s'interroge : « Que deviendra l'Irlande dans l'éventualité d'une pourriture générale des pommes de terre ? » Le gouvernement britannique reste néanmoins optimiste encore quelques semaines.

#### Octobre
Des rapports dévastateurs arrivent dès le début de la récolte des pommes de terre. Sir Robert Peel trouve les nouvelles « très alarmantes » et écrivant à Sir James Graham, ministre de l'Intérieur, le 13 octobre, il lui rappelle qu'il y avait toujours une tendance à l'exagération dans les nouvelles irlandaises. S'appuyant sur des rapports de police sur les quinze grandes pénuries déjà enregistrées, sir James Graham, ministre de l'Intérieur, écrit que la vérité sur les pommes de terre ne pouvait pas être entièrement vérifiée avant la fin de la récolte.
Le Premier ministre, Robert Peel, est invité à agir, et le 15 octobre, il décide de convoquer une réunion d'urgence de son Cabinet (conseil des ministres) pour le 31 octobre. La mesure qu'il a décidé d'appliquer est l'abrogation des Corn Laws (Loi sur le blé).
Peel décide ensuite de mettre en place une commission scientifique chargée d'aller en Irlande pour étudier le mildiou et faire un rapport sur la situation,.
La réunion d'urgence du Cabinet s'est tenue du 31 octobre au 1er novembre. La première journée a consisté à lire des rapports et mémorandums sur la pénurie des pommes de terre en Irlande. Peel propose qu'une commission de secours soit établie en Irlande, et qu'une somme d'argent soit avancée au Lord-Lieutenant. Des divergences sont apparues lorsque Peel a fait remarquer que ces mesures nécessitaient une avance de fonds publics. L'achat de nourriture pour les districts démunis posa la question des Corn Laws. Était-il possible, a-t-il été demandé, de faire voter des subventions de l'État pour la subsistance des populations sur la base d'une « rareté réelle ou appréhendée » tout en continuant à maintenir des restrictions sur la libre importation de céréales ? Peel déclara que non.
Sur cette question le Cabinet se divisa et une majorité écrasante vota contre Peel. Incapable de prendre une décision, le Conseil des ministres fut ajourné jusqu'au 6 novembre.
Le principe des Corn Laws était de maintenir le prix des céréales produites dans le pays. Les droits perçus sur les céréales importées assuraient aux agriculteurs anglais un prix minimum profitable. Le surcoût du pain qui en résultait était supporté par les classes laborieuses, en particulier les ouvriers d'usine et les employés. On a prétendu que si les Corn Laws  avaient été abrogées, tous ceux qui tiraient leurs revenus de la terre auraient été ruinés et l'organisation sociale du pays détruite.
Selon Cecil Woodham-Smith, face à la colère croissante des Conservateurs et des propriétaires « tous les intérêts en Irlande ont été submergés. » Le maire conservateur de Liverpool a, dit-elle, refusé de convoquer une réunion pour organiser des secours à la détresse irlandaise, le Mansion House Committee à Dublin, poursuit-elle, a été accusé de « tromper le public par de fausses alarmes », et la maladie elle-même est présentée comme « une invention d'agitateurs de l'autre côté de la mer ». L'imbroglio de la famine irlandaise et de l'abrogation des Corn Laws a été, selon elle, la clé du malheur de l'Irlande. La pénurie des pommes de terre a été éclipsée par la question nationale de l'abrogation des Corn Laws. La famine irlandaise, écrit-elle, aurait « glissé dans le fond ».

#### Novembre
Les 9 et 10 novembre, Peel ordonne l'achat en secret de 100 000 livres de maïs et de farine en provenance d'Amérique pour les distribuer en Irlande,.
Le 15 novembre les commissaires scientifiques indiquent que la moitié de la récolte de pommes de terre a été détruite.
Le 19 novembre, le Mansion House Committee à Dublin affirme avoir « constaté sans l'ombre d'un doute que beaucoup plus d'un tiers de la récolte de la pomme de terre... a déjà été détruit ».
Le 20 novembre la Commission de secours se réunit pour la première fois,.
Incapable de convaincre ses ministres d'abroger les Corn Laws, le 5 décembre, Peel présente sa démission à la reine Victoria, mais il est rétabli dans ses fonctions quelques jours plus tard, Lord John Russell étant incapable de former un nouveau gouvernement.

### 1846
Les premiers morts de faim périssent au début de l'année 1846.
En mars, Peel met en place un programme de chantiers publics en Irlande, mais est contraint de démissionner de son poste de Premier ministre le 29 juin.
Le nouveau gouvernement whig de Lord Russell, influencé par ses convictions de « laissez-faire » que le marché pourvoirait à la nourriture nécessaire, met alors fin aux mesures gouvernementales de secours alimentaire, laissant plusieurs centaines de milliers de personnes sans travail, sans argent ou sans nourriture.
Les céréales continuent d'être exportées du pays.
En même temps, le premier ministre britannique Robert Peel décide le 9 novembre 1845 de faire acheter discrètement 100000 sterling de maïs américain par la banque Barings, à l'initiative de Randolph Routh, fonctionnaire britannique à Cork, spécialiste de l'Indian Corn. Ces 100000 sterling sont cependant bien modestes par rapport aux 3,5 millions de sterling de pertes de l'agriculture irlandaise.
Dès le 23 décembre 1845, des céréales américaines sont attendues à Cork, où elles doivent être conditionnées et distribuées, selon Sir Randolph Routh, un fonctionnaire britannique qui a  travaillé 17 ans au Canada, et est spécialiste de l'Indian Corn. L'Indian Corn est le « mais des amérindiens », qui pousse très facilement dans les Grandes plaines américaines. Une Commission d'urgence est créée à Dublin, dirigée par Edward Lucas, mais dès janvier 1846, elle est dirigée par Sir Randolph Routh. À partir du 26 août 1846, Erichsen and Co, négociant démarre une série d'achats à l'étranger, principalement 7 200 tonnes de maïs amérindien pour commencer, puis au total 72 importations de céréales en cinq mois, d'abord en Europe puis en Amérique. Entretemps, à la fin octobre, le prix des céréales, blé, farine et avoine à Cork augmente de 50̥ pour cent, à la suite d'une pénurie de céréales en France, consécutive aux crues de la Loire, les 21, 22 et 23 octobre. L'arrivée de l'Indian Corn génère aussi des problèmes car les Irlandais n'ont pas assez été formés à sa préparation et beaucoup tombent malades en le mangeant.
Des initiatives privées, telles que « The Central Relief Committee of the Society of Friends » (quakers), ont tenté de combler le vide causé par l'arrêt des secours gouvernementaux, mais finalement le gouvernement a rétabli les chantiers de secours, même si la bureaucratie a ralenti les livraisons alimentaires.
La maladie a presque totalement détruit la récolte de 1846 et la famine s'est considérablement aggravée. En décembre, un tiers du million de personnes démunies étaient employées dans les chantiers publics.

### 1847

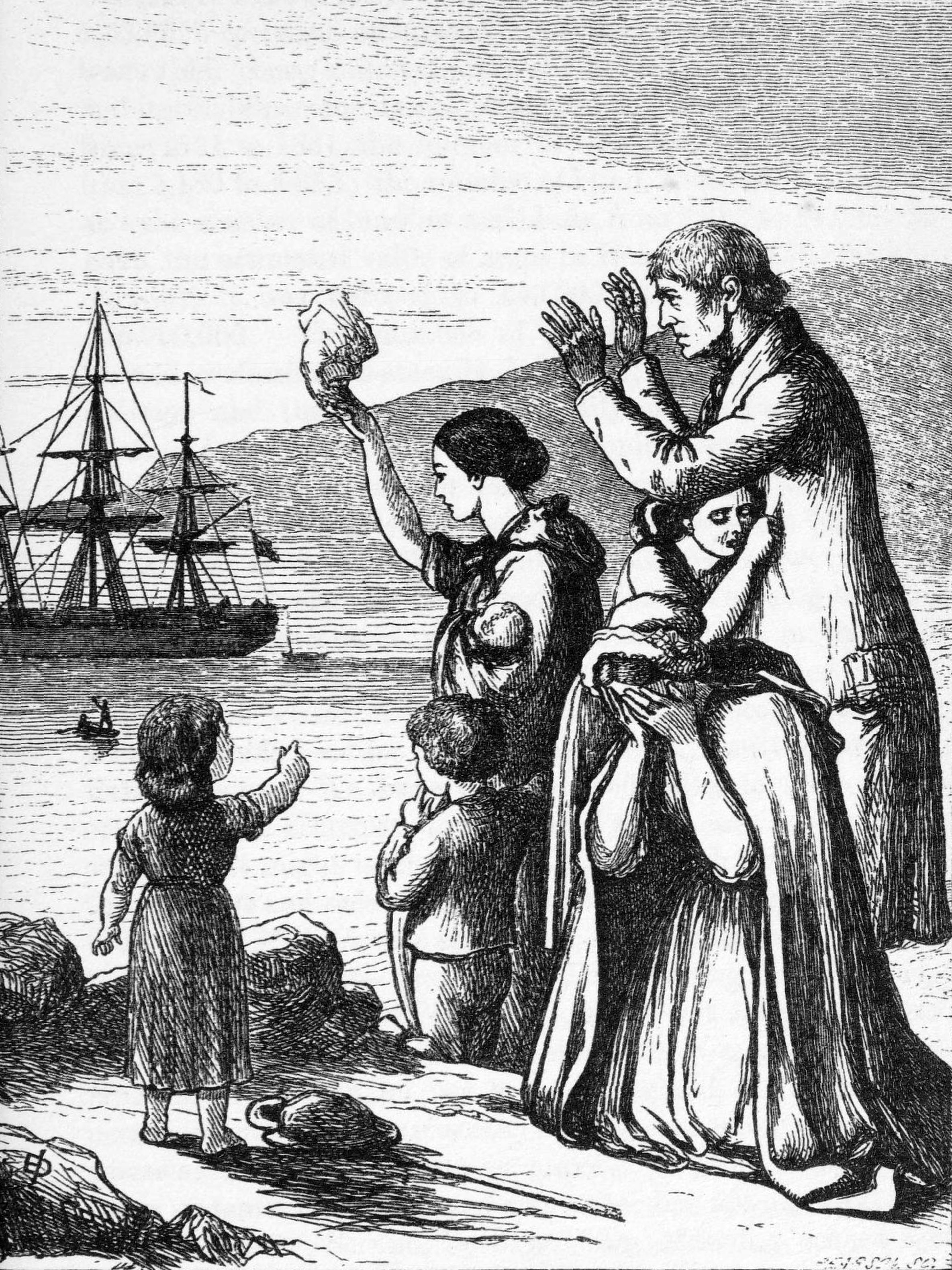
Emigrants Leave Ireland, gravure de Henry Doyle (1827-1892), extraite de lIllustrated History of Ireland de Mary Frances Cusack (1868).

Les rendements de la récolte 1847 furent moyens, mais la surface ensemencée en pommes de terre était trop faible.
Les gens ont commencé à affluer en foule dans les chantiers publics au cours des derniers mois de 1846 et au début de 1847, ce qui a favorisé précisément les conditions sociales de la propagation de la « fièvre de la famine ».
À la fin de janvier et février, une nouvelle loi est votée au parlement britannique. Appelée la « Temporary Relief Act » (Loi de secours temporaire), elle est plus connue comme la « Soup Kitchen Act » (Loi sur la soupe populaire) et parfois comme la « loi de Burgoyne ».
Ce système de secours, conçu pour apporter une nourriture bon marché directement et gratuitement aux masses démunies, a pris fin en septembre.
Le gouvernement a également annoncé un changement supplémentaire dans le système de secours. Après août 1847, la loi dite « Poor Laws » ( Lois sur les Pauvres)  devait être complétée, et devait prévoir la fourniture des secours et, par conséquent, tous les secours seraient financés par les taxes locales des Poor Laws supportées par les propriétaires.
Cela a mis une charge insupportable sur les taxes locales des Poor Laws, en particulier dans les zones rurales de l'ouest et du sud.
Avec l'émigration massive de l'époque de la famine, l'horreur des « cercueils flottants » est depuis lors associée dans l'esprit des gens à l'année 1847, selon James S. Donnelly.

### 1848
La maladie est réapparue en 1848, et des flambées de choléra sont signalées.
Les expulsions deviennent courantes chez les Irlandais qui ne peuvent pas répondre aux demandes de leurs propriétaires britanniques.
Les victimes de la famine secourues par des secours extérieurs ont atteint un sommet en juillet avec près de 840 000 personnes.
Le 29 juillet, la rébellion du Young Ireland est menée par William Smith O'Brien. Après une escarmouche à « Widow McCormack's house » dans le village de Ballingarry (comté de Tipperary), les dirigeants de la rébellion se sont enfuis en Amérique ou ont été condamnés à la déportation,.

### 1849
La récolte de pommes de terre est à nouveau ravagée en 1849 et la famine s'accompagne de flambées de choléra.
Cette épidémie meurtrière de choléra a tué l'un des plus grands poètes de l'Irlande, James Clarence Mangan.
Les 30 et 31 mars 1849 eut lieu la tragédie de Doolough qui fit de nombreuses victimes à cause de l'indigence des secours.

### 1850
Fin de la famine.

### 1851
En 1851, les chiffres du recensement montrent que la population de l'Irlande était tombée à 6 575 000 habitants - soit une baisse de 1,6 million en dix ans. Cormac Ó Gráda et Joel Mokyr ont décrit le recensement de 1851 comme une source connue, mais imparfaite. Ils affirment que la combinaison de chiffres officiels et privés donne « un décompte incomplet et biaisé » des morts pendant la famine. La famine a laissé dans son sillage jusqu'à un million de morts et un autre million de personnes ont émigré. La famine a provoqué chez les Irlandais un sentiment d'amertume persistant à l'égard du gouvernement britannique, que beaucoup ont blâmé - à l'époque et encore maintenant - pour les privations subies par tant de personnes. Les séquelles de la famine ont perduré pendant des décennies.